# Selecționata de fotbal a Comunității Valenciene
Selecționata de fotbal a Comunității Valenciene reprezintă Comunitatea Valenciană în fotbalul internațional. Nu este afiliată la FIFA sau UEFA, fiind reprezentată internațional de Echipa națională de fotbal a Spaniei. Joacă doar meciuri amicale.

## Meciuri selectate
| Dată        | Stadion                | Gazdă                  | Adversar   | Scor  |
| ----------- | ---------------------- | ---------------------- | ---------- | ----- |
| 27 dec 2006 | Valencia               | Comunitatea Valenciană | Peru       | 3 - 1 |
| 28 dec 2005 | Valencia               | Comunitatea Valenciană | Columbia   | 2 - 1 |
| 28 dec 2004 | Valencia               | Comunitatea Valenciană | Bulgaria   | 1 - 2 |
| 27 dec 2003 | Valencia               | Comunitatea Valenciană | Camerun    | 2 - 1 |
| 27 dec 2002 | Valencia               | Comunitatea Valenciană | Iugoslavia | 1 - 2 |
| 28 dec 2001 | Valencia               | Comunitatea Valenciană | Lituania   | 4 - 1 |
| 23 apr 1944 | Catalonia              | Comunitatea Valenciană | Catalonia  | 2 - 2 |
| 27 mar 1944 | Comunitatea Valenciană | Comunitatea Valenciană | Catalonia  | 3 - 4 |
| 15 nov 1936 | Comunitatea Valenciană | Comunitatea Valenciană | Catalonia  | 4 - 0 |
| 18 oct 1936 | Catalonia              | Comunitatea Valenciană | Catalonia  | 0 - 2 |
| 1918        | Comunitatea Valenciană | Comunitatea Valenciană | Aragon     | 3 - 0 |
| 1918        | Comunitatea Valenciană | Comunitatea Valenciană | Aragon     | 5 - 0 |

## Jucători notabili
- Javier Farinós
- César Arzo
- Francisco Rufete
- Héctor Font
- Toño